# Lucas Rosa
Lucas Oliveira Rosa (Ribeirão Preto, 3 april 2000) is een Braziliaans voetballer die doorgaans speelt als rechtervleugelverdediger. In februari 2025 verruilde hij Real Valladolid voor Ajax.

## Clubcarrière

### Juventus
Rosa speelde in de jeugd voor Vale Sports, Taubaté en Palmeiras voordat hij in 2018 de overstap maakte naar Italië. Daar ging hij spelen in de jeugdopleiding van Juventus. Hier ging hij spelen voor het Next Gen-elftal, waar hij 35 wedstrijden voor speelde.

### Real Valladolid
Op 27 mei 2021 tekende Rosa een vierjarig contract bij Real Valladolid, waar hij eerst een seizoen bij het B-elftal meedeed. Op 19 oktober 2022 maakte hij zijn debuut op het hoogste niveau tegen Celta de Vigo. Hij speelde negentig minuten en won met 4-1. Hij kwam tot zeventien competitiewedstrijden dat seizoen, maar degradeerde met de club uit de Primera División. Een niveautje lager werd hij onbetwist basisspeler. Op 4 november 2023 scoorde hij tegen CD Tenerife zijn eerste doelpunt voor de club. Hij eindigde als tweede en promoveerde direct terug. Hij kwam zelf tot 37 wedstrijden. Halverwege het seizoen 2024/25 stond hij onderaan in La Liga.

### Ajax
In de winterstop van 2025 werd Rosa overgenomen door Ajax, die in hem een opvolger voor de naar AS Roma vertrokken Devyne Rensch zag. Ajax betaalde 3 miljoen euro voor hem en bood hem een contract aan tot de zomer van 2029. Op de rechtsbackpositie zou hij moeten concurreren met Anton Gaaei. In de uitwedstrijd tegen Union Saint-Gilloise in de tussenronde van de Europa League op 13 februari debuteerde hij voor zijn nieuwe club met een 0-2 overwinning. In zijn eerste halfjaar bij Ajax fungeerde hij vooral als reserve voor Gaaei.

## Clubstatistieken

### Beloften
| Seizoen         | Club              | Competitie      | Competitie | Competitie |
| Seizoen         | Club              | Competitie      | Wed.       | Dlp.       |
| --------------- | ----------------- | --------------- | ---------- | ---------- |
| 2018/19         | Juventus Next Gen | Serie C         | 2          | 0          |
| 2019/20         | Juventus Next Gen | Serie C         | 21         | 0          |
| 2020/21         | Juventus Next Gen | Serie C         | 12         | 0          |
| 2021/22         | Real Valladolid B | Primera RFEF    | 22         | 1          |
| 2022/23         | Real Valladolid B | Segunda RFEF    | 3          | 0          |
| Beloften totaal | Beloften totaal   | Beloften totaal | 60         | 1          |

### Senioren
| Seizoen         | Club            | Competitie         | Competitie | Competitie | Beker | Beker | Internationaal | Internationaal | Totaal | Totaal |
| Seizoen         | Club            | Competitie         | Wed.       | Dlp.       | Wed.  | Dlp.  | Wed.           | Dlp.           | Wed.   | Dlp.   |
| --------------- | --------------- | ------------------ | ---------- | ---------- | ----- | ----- | -------------- | -------------- | ------ | ------ |
| 2022/23         | Real Valladolid | Primera División   | 17         | 0          | 3     | 0     | –              | –              | 20     | 0      |
| 2023/24         | Real Valladolid | Segunda División A | 35         | 1          | 2     | 0     | –              | –              | 37     | 1      |
| 2024/25         | Real Valladolid | Primera División   | 21         | 0          | 2     | 0     | –              | –              | 23     | 0      |
| 2024/25         | Ajax            | Eredivisie         | 5          | 0          | 0     | 0     | 3              | 0              | 8      | 0      |
| 2025/26         | Ajax            | Eredivisie         | 1          | 0          | 0     | 0     | 0              | 0              | 1      | 0      |
| Senioren totaal | Senioren totaal | Senioren totaal    | 79         | 1          | 7     | 0     | 3              | 0              | 89     | 1      |
| Carrièretotaal  | Carrièretotaal  | Carrièretotaal     | 139        | 2          | 7     | 0     | 3              | 0              | 149    | 2      |

Bijgewerkt t/m 20 augustus 2025. 

## Interlandcarrière
Rosa speelde één interland voor Brazilië onder 17.